# Leugny, Vienne

Leugny este o comună în departamentul Vienne, Franța. În 2009 avea o populație de 455 de locuitori.